# Lee Kyung-won
Lee Kyung-won, född 21 januari 1980, är en sydkoreansk badmintonspelare. Hon har som bäst tagit ett silver i badminton tillsammans med Lee Hyo-jung vid olympiska sommarspelen 2008 i Beijing. Fyra år tidigare tog hon också en bronsmedaljen i Athen.

## Olympiska meriter

### Olympiska sommarspelen 2008
| Namn                       | Gren   | 32-delsfinal | 16-delsfinal | 8-delsfinal | Kvartsfinal               | Semifinal                | Final                            | Final                             |        |
| Namn                       | Gren   | Resultat     | Resultat     | Resultat    | Resultat                  | Resultat                 | Resultat                         | Plats                             |        |
| -------------------------- | ------ | ------------ | ------------ | ----------- | ------------------------- | ------------------------ | -------------------------------- | --------------------------------- | ------ |
| Lee Hyo-jung Lee Kyung-won | Dubbel | 4            |              |             | Chin och Wong (MAS) W 2-0 | Jiang och Li (SIN) W 2-0 | \|Maeda och Suetsuna (JPN) W 2-0 | \|Du Jing och Yu Yang (CHN) L 0-2 | Silver |